# Marika Procházková
Marika Procházková (* 1. října 1974 Zlín) je česká herečka a dabérka. Hraje ve filmech a televizi, věnuje se také rozhlasové tvorbě a dabingu.

## Život
Narodila se do herecké rodiny otce Boříka Procházky a matky Mariky Procházkové-Skopalové.
Vystudovala Střední pedagogickou školu, poté odjela studovat na rok do Spojených států amerických. Po návratu do České republiky studovala DAMU, kterou absolvovala.
Byla členkou a dále hostuje v divadle Rokoko. Jejím druhým angažmá bylo Národní divadlo Brno a k roku 2018 hrála ve stálém angažmá v pražském Činoherním klubu. Hostovala na divadelních scénách, jakými byly Národní divadlo v Praze, Divadlo Na zábradlí, Divadlo Bez zábradlí, Divadlo Komedie, Dejvické divadlo, Divadlo Inspirace, Divadlo Na Jezerce (stále hostuje), Divadlo Palace, Spirála na Výstavišti, Hudební divadlo Karlín, Divadlo pod Palmovkou, Divadlo Bolka Polívky a DJKT v Plzni.
S divadelním spolkem Frída hostuje na zájezdových představeních, kde účinkovala ve dvou melodramech. Prvním pod taktovkou dirigenta Pourniera Gioma: Všechny ženské postavy a druhým Adriana na Naxu. Tato inscenace byla též pozvána v roce 2008 na festival Smetanova Litomyšl.

## Tvorba

### Divadlo
- Čarodějky ze Salemu – Tituba
- Černá komedie – Clea
- Višňový sad – Duňaša
- Oddací list – Ajala
- Markéta Lazarova – Alexandra Kozlíková
- Komedie omylů – prostitutka
- Cesta dlouhým dnem do noci – Cathleen
- Othello – Bianca
- Sekretářky – sekretářka Marylin M.
- Kristinčin návrat – Antonie a Operní diva
- Faust, můj hrudník, má přilba – hlasy
- Tragédie mstitele – sestra mstitele
- Happy end – Lilian Holidei
- Bambini di Praga – Nadja
- Prezidentky – Erna
- Baal – Sophie Dechant
- Noci letmé lásky (povídka – Ulice, Metro) – Paloma Pedréro
- Nadílka – Jana
- Zahraj to znovu, Same – Nancy, Sharon, Gina, Barbara, tanečnice a dívka z galerie
- Nejšťastnější ze tří – Berta Petunie
- Muzikál Brouci o Beatles s revivalovou hudební skupinou The Backwards
- Producenti – Ulla
- Marná lásky snaha – Marie
- Bouře – Ariel
- Svatá Jana – Svatá Jana
- Amfytrion – Postava Noc
- Maska a tvář – Marta Settová
- Tramvaj do stanice Touha – Stella Kowalská
- Ptákovina – Růžena
- Výjimečný darebák – Anna Petrovna Vojnicevová
- Bajky vyprávějí – Tisíc a jedna noc
- Dalskabáty, hříšná ves aneb Zapomenutý čert – Majdaléna Pučálková, bohatá mlynářka
- Figarova svatba – Marcelina
- Nebezpečné vztahy – Markýza de Merteuil
- Tisíc a jedna noc – Oinóne
- Škola žen - Žoržeta, služka Arnolfova
- Démoni – Kateřina
- Terasa – Madeleine
- Dáma na kolejích – Marie
- Jako Telma & Louise – Thelma
- Pokoj – Marilyn Monroe

### Film
- 2002 – Perníková věž
- 2005 – Skřítek
- 2005 – Kletba bratří Grimmů
- 2008 – Taková normální rodinka
- 2008 – František je děvkař
- 2008 – Kuličky
- 2010 – Mamas & Papas
- 2012 – Svatá čtveřice
- 2012 – Okresní přebor – Poslední zápas Pepika Hnátka
- 2015 – Fotograf – jako Vendelína

### Televize
- Ulice (TV seriál)
- Obchoďák (TV seriál)
- Profesionálové (TV seriál)
- Vyprávěj (TV seriál)
- 3 plus 1 s Miroslavem Donutilem (TV seriál)
- Smyčka (TV film)
- Cesta do Vídně a zpátky (TV film)
- Černí baroni (TV seriál)
- Město bez dechu (TV film)
- Duch český (TV seriál)
- Trpaslík (2017, TV seriál)
- Modrý kód (2017, TV seriál)